# 2022 QF261
2022 QF261 est un objet transneptunien épars de magnitude absolue 5,31 et une planète naine potentielle ayant une diamètre estimé à environ 330 km.

## Caractéristiques
2022 QF261 mesure environ 330 kilomètres de diamètre.